# Pietro Francesco Montorio
Pietro Francesco Montorio (Roma, 1556 – Roma, 6 giugno 1643) è stato un vescovo cattolico e diplomatico italiano.

## Biografia
Pietro Francesco Montorio nacque a Roma, nel 1556. Il 7 febbraio 1594 fu nominato da papa Clemente VIII vescovo di Nicastro. Il 24 febbraio 1594 fu consacrato vescovo dal cardinale Giovanni Battista Castrucci, già arcivescovo di Chieti, con Angelo Cesi, vescovo di Todi, e Lorenzo Celsi, vescovo di Castro del Lazio, in qualità di co-consacranti. Nel 1620 si dimise da vescovo di Nicastro. Il 4 agosto 1621 fu nominato da papa Gregorio XV nunzio apostolico in Germania, incarico che svolse fino alle sue dimissioni il 15 giugno 1624. Morì il 6 giugno 1643.

## Genealogia episcopale e successione apostolica
La genealogia episcopale è:
- Arcivescovo Filippo Archinto
- Papa Pio IV
- Cardinale Giovanni Antonio Serbelloni
- Cardinale Giovanni Battista Castrucci
- Vescovo Pietro Francesco Montorio

La successione apostolica è:
- Vescovo Giovan Battista Curiale (1632)